# Perfect Symmetry World Tour
El Perfect Symmetry World Tour fue la tercera gira de la banda británica Keane, lanzada para promocionar el lanzamiento de su tercer álbum Perfect Symmetry.

## Keane
- Tom Chaplin - voz, guitarra eléctrica, guitarra acústica, piano.
- Tim Rice-Oxley - piano, sintetizadores, coros.
- Richard Hughes - batería, percusión, coros.
- Jesse Quin - bajo, sintetizadores, percusión, coros.

## Bandas de Apertura
- Frankmusik - (Reino Unido e Irlanda)
- Katzenjammer - (O2 Arena de Londres)
- Mike Sierra - (México)
- Sexto Sentido - (Colombia)
- Francisco González - (Chile)
- No Lo Soporto y Banda de Turistas de - (Argentina)
- Fresno - (Sao Paulo y Río de Janeiro - Brasil)
- Radiotape - (Bello Horizonte - Brasil)
- Ladyhawke - (París)
- Los Ivys - (Melbourne, Sídney, Brisbane - Australia)
- Red Jezabel - (Perth - Australia)
- The Helio Sequence y Mat Kearney - (EE. UU. y Toronto, Canadá)
- Luces - (Canadá)
- Lindi Ortega - (Canadá)

## Set list
Como en el caso en las giras anteriores, el set list de Keane cambia regularmente. Entre las nuevas versiones de canciones, se destacan Golden Slumbers de The Beatles, Disco 2000 de The Pulp y Under Pressure de Queen & David Bowie.

## Fechas del Tour
| Fecha                                 | Ciudad                     | País                   | Lugar                                      |
| ------------------------------------- | -------------------------- | ---------------------- | ------------------------------------------ |
| Europa                                |                            |                        |                                            |
| 27 de octubre de 2008                 | Amberes                    | Bélgica                | Lotto Arena                                |
| 28 de octubre de 2008                 | Róterdam                   | Países Bajos           | Ahoy                                       |
| 31 de octubre de 2008                 | Copenhague                 | Dinamarca              | Valby Hall                                 |
| 1 de noviembre de 2008                | Estocolmo                  | Suecia                 | Annex                                      |
| 3 de noviembre de 2008                | Oslo                       | Noruega                | Sentrum                                    |
| 5 de noviembre de 2008                | Colonia                    | Alemania               | Palladium                                  |
| 6 de noviembre de 2008                | Berlín                     | Alemania               | Tempodrom                                  |
| 7 de noviembre de 2008                | Múnich                     | Alemania               | Zenith                                     |
| 9 de noviembre de 2008                | Barcelona                  | España                 | Razzmatazz                                 |
| 11 de noviembre de 2008               | Madrid                     | España                 | Sala La Riviera                            |
| 12 de noviembre de 2008               | Lisboa                     | Portugal               | Coliseu dos Recreios                       |
| 20 de noviembre de 2008               | París                      | Francia                | Le Zénith                                  |
| 23 de enero de 2009                   | Belfast                    | Irlanda del Norte      | Odyssey Arena                              |
| 25 de enero de 2009                   | Dublín                     | Irlanda                | The O2, Dublín                             |
| 27 de enero de 2009                   | Newcastle upon Tyne        | Reino Unido            | Newcastle Arena                            |
| 29 de enero de 2009                   | Glasgow                    | Reino Unido            | SECC                                       |
| 31 de enero de 2009                   | Manchester                 | Reino Unido            | MEN Arena                                  |
| 1 de febrero de 2009                  | Nottingham                 | Reino Unido            | Nottingham Arena                           |
| 3 de febrero de 2009                  | Bournemouth                | Reino Unido            | Bournemouth International Center           |
| 4 de febrero de 2009                  | Cardiff                    | Reino Unido            | Cardiff Arena                              |
| 6 de febrero de 2009                  | Sheffield                  | Reino Unido            | Hallam FM Arena                            |
| 7 de febrero de 2009                  | Liverpool                  | Reino Unido            | Echo Arena                                 |
| 9 de febrero de 2009                  | Plymouth                   | Reino Unido            | Plymouth Pavilions                         |
| 10 de febrero de 2009                 | Brighton                   | Reino Unido            | Brighton Centre                            |
| 12 de febrero de 2009                 | Londres                    | Reino Unido            | O2 arena                                   |
| 13 de febrero de 2009                 | Londres                    | Reino Unido            | O2 arena                                   |
| Latinoamérica                         |                            |                        |                                            |
| 25 de febrero de 2009                 | Guadalajara                | México                 | Auditorio Telmex                           |
| 27 de febrero de 2009                 | Ciudad de México           | México                 | Palacio de los Deportes                    |
| 28 de febrero de 2009                 | Monterrey                  | México                 | Arena Monterrey                            |
| 3 de marzo de 2009                    | Bogotá                     | Colombia               | Coliseo Cubierto El Campín                 |
| 5 de marzo de 2009                    | Santiago                   | Chile                  | Movistar Arena                             |
| 7 de marzo de 2009                    | Buenos Aires               | Argentina              | Club Ciudad                                |
| 10 de marzo de 2009                   | São Paulo                  | Brasil                 | Credicard Hall                             |
| 12 de marzo de 2009                   | Belo Horizonte             | Brasil                 | Chevrolet Hall                             |
| 13 de marzo de 2009                   | Río de Janeiro             | Brasil                 | Citibank Hall                              |
| Australia/Japón                       |                            |                        |                                            |
| 13 de abril de 2009                   | Perth                      | Australia              | Metropolis Fremantle                       |
| 16 de abril de 2009                   | Melbourne                  | Australia              | The Palace                                 |
| 17 de abril de 2009                   | Sídney                     | Australia              | Metro                                      |
| 18 de abril de 2009                   | Sídney                     | Australia              | Metro                                      |
| 20 de abril de 2009                   | Brisbane                   | Australia              | Tivoli                                     |
| 23 de abril de 2009                   | Osaka                      | Japón                  | Big Cat                                    |
| 24 de abril de 2009                   | Tokio                      | Japón                  | Studio Coast                               |
| Europa 2ª Etapa                       |                            |                        |                                            |
| 2 de mayo de 2009                     | Murcia                     | España                 | SOS 4.8 Festival/Recinto Ferial de La Fica |
| América del Norte                     |                            |                        |                                            |
| 8 de mayo de 2009                     | Oakland, California        | USA                    | The Fox Theater                            |
| 9 de mayo de 2009                     | Los Ángeles                | USA                    | The Palladium                              |
| 10 de mayo de 2009                    | Anaheim, California        | USA                    | The Grove                                  |
| 12 de mayo de 2009                    | Salt Lake City             | USA                    | Kingsbury Hall                             |
| 13 de mayo de 2009                    | Denver                     | USA                    | Ogden Theater                              |
| 15 de mayo de 2009                    | Minneapolis                | USA                    | The Myth                                   |
| 16 de mayo de 2009                    | Chicago                    | USA                    | Aragon Ballroom                            |
| 19 de mayo de 2009                    | Washington D. C.           | USA                    | Constitution Hall                          |
| 20 de mayo de 2009                    | Filadelfia                 | USA                    | Tower Theater                              |
| 21 de mayo de 2009                    | Boston                     | USA                    | Bank of America Pavilion                   |
| 23 de mayo de 2009                    | Toronto                    | Canadá                 | The Sound Academy                          |
| 24 de mayo de 2009                    | Cleveland, Ohio            | USA                    | Tower City Amphitheater                    |
| 26 de mayo de 2009                    | Montclair, New Jersey      | USA                    | Wellmont Theatre                           |
| 27 de mayo de 2009                    | New York City              | USA                    | Radio City Music Hall                      |
| Europa 3ª Etapa / Festivales          |                            |                        |                                            |
| 30 de mayo de 2009                    | London                     | Inglaterra             | Shepherds Bush Empire                      |
| 31 de mayo de 2009                    | Landgraaf                  | Países Bajos           | Pinkpop                                    |
| 15 de junio de 2009                   | Oslo                       | Noruega                | Norwegian Wood Festival                    |
| 16 de junio de 2008                   | Colonia                    | Alemania               | E-Werk                                     |
| 17 de junio de 2009                   | Berlín                     | Alemania               | Kesselhaus                                 |
| 19 de junio de 2009                   | Neuhausen ob Eck           | Alemania               | Southside Festival                         |
| 20 de junio de 2009                   | Werchter                   | Bélgica                | Werchter Park                              |
| 21 de junio de 2009                   | Scheessel                  | Alemania               | Eichenring Speedway                        |
| 25 de junio de 2009                   | Borlänge                   | Suecia                 | Peace and Love Festival                    |
| Medio Oriente                         |                            |                        |                                            |
| 6 de julio de 2009                    | Byblos                     | Líbano                 | Byblos Festival                            |
| 8 de julio de 2009                    | Dubái                      | Emiratos Árabes Unidos | Madinat Arena                              |
| Festivales 2ª etapa                   |                            |                        |                                            |
| 10 de julio de 2009                   | Naas                       | Irlanda                | Oxegen Festival                            |
| 12 de julio de 2009                   | Kinross                    | Reino Unido            | T in The Park                              |
| 14 de julio de 2009                   | Ibiza                      | España                 | Ibiza Rocks                                |
| 17 de julio de 2009                   | Vigo                       | España                 | Auditorio de Castrelos                     |
| 18 de julio de 2009                   | Vila Nova de Gaia / Oporto | Portugal               | Festival Marés Vivas                       |
| Asia                                  |                            |                        |                                            |
| 7 de agosto de 2009                   | Osaka                      | Japón                  | Maishima                                   |
| 8 de agosto de 2009                   | Tokio                      | Japón                  | Chiba Marine Stadium                       |
| 11 de agosto de 2009                  | Hong Kong                  | Hong Kong              | HITEC Hall                                 |
| 13 de agosto de 2009                  | Ciudad de Singapur         | Singapur               | Fort Canning                               |
| 15 de agosto de 2009                  | Seoul                      | Corea del Sur          | ETP Festival                               |
| Europa 4ª etapa / Festivales 3ª etapa |                            |                        |                                            |
| 22 de agosto de 2009                  | Staffordshire              | Inglaterra             | Weston Park                                |
| 23 de agosto de 2009                  | Chelmsford                 | Inglaterra             | Hylands Park                               |
| 28 de agosto de 2009                  | París/Saint Cloud          | Francia                | Rock en Seine                              |
| 29 de agosto de 2009                  | La Haya                    | Países Bajos           | Beatstad Festival                          |
| 30 de agosto de 2009                  | Winterthur                 | Suiza                  | Musikfestwochen                            |
| 2 de septiembre de 2009               | St. Petersburg             | Rusia                  | GlavClub                                   |
| 3 de septiembre de 2009               | Moscow                     | Rusia                  | B1 Club                                    |
| América del Norte 2ª etapa            |                            |                        |                                            |
| 9 de septiembre de 2009               | Portland, Oregon           | USA                    | Roseland Theater                           |
| 10 de septiembre de 2009              | Seattle                    | USA                    | The Moore Theater                          |
| 11 de septiembre de 2009              | Vancouver                  | Canadá                 | Centre for Performing Arts                 |
| 13 de septiembre de 2009              | Edmonton                   | Canadá                 | Edmonton Event Centre                      |
| 14 de septiembre de 2009              | Calgary                    | Canadá                 | MacEwan Hall                               |
| 16 de septiembre de 2009              | Winnipeg                   | Canadá                 | Burton Cummings Theatre                    |
| 17 de septiembre de 2009              | Thunder Bay                | Canadá                 | Thunder Bay Community Auditorium           |
| 19 de septiembre de 2009              | Kitchener                  | Canadá                 | Centre In The Square                       |
| 20 de septiembre de 2009              | Montreal                   | Canadá                 | Metropolis                                 |
| Europa 5ª etapa                       |                            |                        |                                            |
| 27 de octubre de 2009                 | Barcelona                  | España                 | San Miguel Unique's Barcelona              |
| 29 de octubre de 2009                 | Bilbao                     | España                 | San Miguel Unique's Bilbao                 |

- Datos: Q2033366
- Multimedia: Keane / Q2033366